# Tritonioïdeus
Els tritonioïdeus (Tritonioidea) són una superfamília de nudibranquis, mol·luscs gastròpodes marins de mida petita i mitjana, pertanyent al grup Dendronotida. Tritonioidea és l'única superfamília del clade Dendronotida. El clade inclou les següents famílies:
- Família Tritoniidae Lamarck, 1809
- Família Aranucidae Odhner, 1936
- Família Bornellidae Bergh, 1874
- Família Dendronotidae Allman, 1845
- Família Hancockiidae MacFarland, 1923
- Família Lomanotidae Bergh, 1890
- Família Phylliroidae Menke, 1830
- Família Scyllaeidae Alder & Hancock, 1855
- Família Tethydidae Rafinesque, 1815[2]